# 184 Dejopeja
A 184 Dejopeja a Naprendszer kisbolygóövében található aszteroida. Johann Palisa fedezte fel 1878. február 28-án.